# Anthelephila cyaneus
Anthelephila cyaneus là một loài bọ cánh cứng trong họ Anthicidae. Loài này được Hope miêu tả khoa học năm 1833.